# Buddinge Station
Buddinge Station er en S-togsstation i Buddinge i Gladsaxe Kommune. Stationen åbnede sammen med Slangerupbanen (nu Hareskovbanen) 20. april 1906, og 25. september 1977 blev den omdannet til S-togsstation.
Adgang til stationen sker fra en stationsforplads hvor der også er busterminal. Stationsforpladsen ligger ud til Buddingevej/Klausdalsbrovej. Der er kun adgang i den ene ende af stationen. Stationsbygningen og stationsforpladsen blev ombygget sidst i 1990'erne – hvor kiosk og billetsalg blev bygget sammen i samme butik, der senere blev en Kort & Godt-butik. Nu er det en 7-Eleven. Der ligger også en fastfood-café på stationen.

## Historie
Da Slangerupbanens linjeføring skulle fastlægges, vejede hensynet til godstransporten tungest, og banen blev således ført tæt forbi Gladsaxe-Herlev Kommunes grusgrave. Stationen lå til gengæld et stykke fra bykernen ved det nuværende Buddinge Centret, og passagertallet var da også lavt i stationens første år. Først i begyndelsen af 1920'erne tog persontrafikken fart som følge af tilflytning.
Viaduktanlægget ved Buddingevej blev bygget i 1956-58, og den nuværende stationsbygning blev taget i brug 22. november 1959. 
Perronen blev anlagt med en højde på 55 cm, hvilket er den gængse højde for fjernbanen. Senere blev perronen hævet, så den passede til S-togsnettet.
Efter indvielsen af viaduktanlægget fungerede den oprindelige stationsbygning fra 1906 som godsekspedition indtil 1976, og i 1978 blev den revet ned. Der var også læssespor til godsvogne, som blev betjent indtil 1988.

### Letbanestationen
I forbindelse med anlæggelsen af Hovedstadens Letbane kommer der en letbanestation på Buddingevej umiddelbart nord for broen, hvor banen krydser vejen. Letbanestationen kommer til at ligge midt på vejen og kommer til at bestå af to spor med en øperron imellem. Den bliver forbundet med S-togsstationen via en gangbro. Stationen forventes at åbne sammen med den anden del af letbanen mellem Rødovre Nord Station og Lundtofte Station i sommeren 2026.
På forpladsen ved letbanestationen vil Gladsaxe Kommune efter planen etablere cykelstativer, skraldespand, siddemulighed og belysning. Derudover påtænkes etableret overdækning, en servicestation, rejseinformation, toiletter, et kiss-and-ride-anlæg, pendlerparkering og "coffee-to-go".

## Beskrivelse
Stationen ligger som en østation mellem to spor, et i hver sin retning. Perronen er forsynet med ventesal i glas. Perronen ligger hævet over gadeplan, og adgang sker via en trappe op og ned til gadeplan. I tilknytning til stationen ligger en 7-Eleven-butik.
I gadeplan findes der cykelstativer.

### Busterminalen
Busterminalen består af fem stoppesteder:
- 300S mod Gl. Holte, Øverødvej/DTU
- 4A mod Friheden st.
- 6A mod Nørreport st.
- 200S mod Friheden st./Avedøre Holme
- 300S mod Ishøj st./Glostrup st.

## Galleri
- Stationsskilt.
- Linje B på stationen.
- Den overdækkede del af perronen.
- Trappe ned til gadeplan.
- Stationen set fra gadeplan.
- Busterminalen i 2016. Den er senere bygget om og blevet delvist overdækket.
- Letbanestationen under konstruktion i januar 2025.

## Antal rejsende
Ifølge Østtællingen var udviklingen i antallet af dagligt afrejsende med S-tog:
| År   | Antal | År   | Antal | År   | Antal | År   | Antal |
| ---- | ----- | ---- | ----- | ---- | ----- | ---- | ----- |
| 1957 | -     | 1974 | -     | 1991 | 2.229 | 2001 | 2.324 |
| 1960 | -     | 1975 | -     | 1992 | 2.180 | 2002 | 2.406 |
| 1962 | -     | 1977 | 773   | 1993 | 2.375 | 2003 | 2.434 |
| 1964 | -     | 1979 | 1.502 | 1995 | 2.361 | 2004 | 2.605 |
| 1966 | -     | 1981 | 1.624 | 1996 | 2.313 | 2005 | 2.408 |
| 1968 | -     | 1984 | 1.716 | 1997 | 2.402 | 2006 | 2.799 |
| 1970 | -     | 1987 | 1.670 | 1998 | 2.431 | 2007 | 2.869 |
| 1972 | -     | 1990 | 1.777 | 2000 | 2.484 | 2008 | 2.563 |